# أبو الفتح البستي
أبُو الفَتْح البُسْتي (ولد في بست سنة 330هـ/942م)(توفي 400هـ / 1010م) هو شاعر، ولد في «بست» (في یومنا هذا: مدينة لشكر كاه، أفغانستان) وإليها نسبته.
هو أبو الفتح علي بن محمد بن الحسين بن يوسف بن محمد بن عَبْد العَزِيز البستي. . ذكر البستي أنه ينحدر من أصل عربي، حيث يقول:
تتلمذ البستي على يد أبي حاتم محمد بن حِبَّان. قال السمعاني في «الأنساب»: «وهو [أي البستي] أوحد عصره في الفضل والعلم والشعر والكتابة». توفي ببخارى سنة 400 هـ وقيل 401 هـ.
ولمحمد مرسي الخولي كتاب «أبو الفتح البستي، حياته وشعره»، نشر سنة 1980م.

## آثارهُ

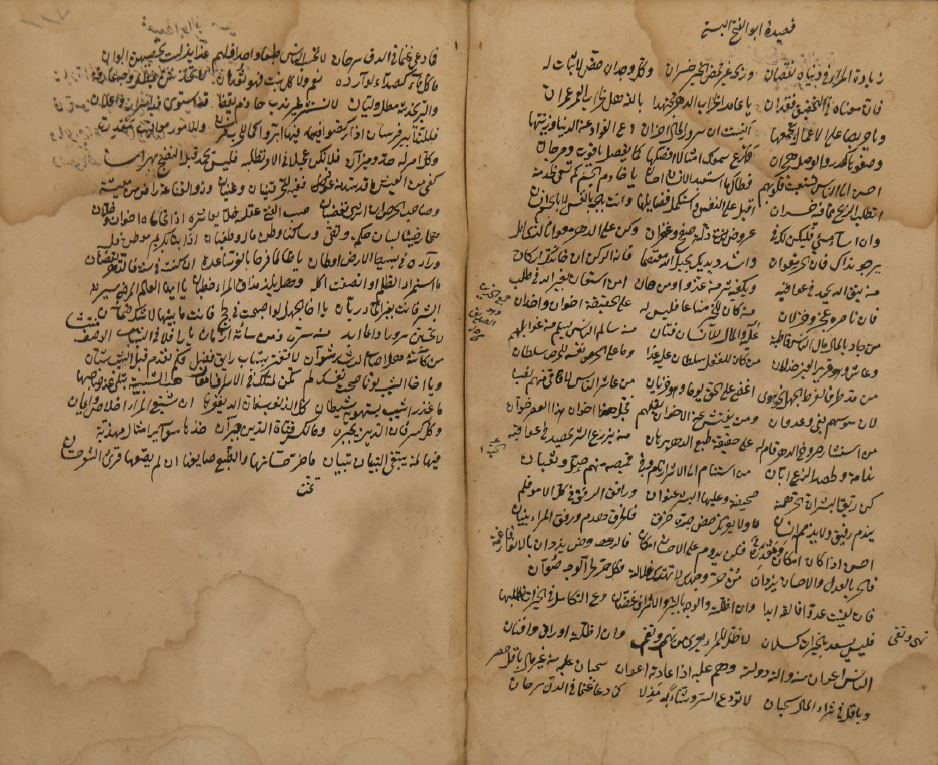
نسخة مخطوطة من «عنوان الحِكم» - جامعة أم القرى، رقم 15281-2

اشتهر بالقصيدة التي تعرف بـعنوان الحكم أو «نونية البستي» ومطلعها:
قال المنيني الدمشقي (ت 1172 هـ) أن القصيدة «يستهيم في حفظها وروايتها أهل الأدب ويعنى بها الناس حتى الصبيان في المكتب.» وقد اعتنى بها عدد من العلماء والأدباء منهم:
- أبو منصور الثعالبي (ت 429 هـ) شرحها في كتابه «نثر النظم وحل العقد».[9]
- بدر الدين الجاجرمي (ت 690 هـ) ترجمها إلى الفارسية.[10]
- شرحها عبد الرحمن العمري الميلاني (ت 708 هـ).
- شرحها محمود بن عثمان النجاتي (ت 713 هـ).
- شرحها عبد الله بن محمد بن أحمد النقره كار (ت 776 هـ).
- شرحها الحسن بن محمد البوريني (ت 1024 هـ).[11]
- عبد القادر بن العيدروس (ت 1038 هـ)، شرح بعض أبياتها.[12]
- ترجمها المعاصر محمد سعدي جوكنلي نثراً إلى التركية.[13] وذكر أنه لا يعرف ترجمة للقصيدة إلى التركية غير هذه.[14]

وللبستي كتاب «شرح مختصر الجويني» في الفقه الشافعي، ذكره له صاحب كشف الظنون.

## وصلات خارجية
- بوابة الشعراء : ديوان أبو الفتح البستي